# 北周六官
北周六官，指中国南北朝时西魏、北周实行的复古官制。
六官指天官﹑地官﹑春官﹑夏官﹑秋官﹑冬官这六府机构。西魏权臣宇文泰按苏绰、卢辩的建议，于西魏恭帝三年（556年）仿照《周礼》实行复古的六官制度，以加强自己周朝继承人的地位，为称帝做准备。557年北周代魏，宇文觉即位后继续使用这套官制。隋文帝代周称帝建立隋朝后，于开皇元年（581年）实行三省六部制，六官之制被废除。

## 六官首长担任者
| 大冢宰 - 宇文泰 548年－556年 - 宇文觉 556年－557年 - 赵贵 557年 - 宇文护 557年－572年 - 宇文宪 572年－577年 - 宇文俭 577年－578年 - 宇文盛 578年－579年 - 宇文贞 579年－580年 - 宇文贽 580年 - 杨坚 580年－581年 大司徒 - 元欣 548年－555年 - 李弼 556年－557年 - 侯莫陈崇 559年－563年 - 杨荐 564年 - 宇文贵 564年－565年 - 宇文直 572年－574年 - 宇文亮 577年－578年 - 长孙览 578年－579年 - 于翼 579年－580年 - 宇文椿 580年 - 王谊 580年－581年 | 大宗伯 - 李弼 548年－555年 - 赵贵 556年－557年 - 独孤信 557年 - 于謹 557年－558年 - 侯莫陈崇 558年－559年 - 达奚武 559年－564年 - 窦炽 564年－570年 - 宇文盛 570年－573年 - 侯莫陈琼 573年－574年 - 达奚震 577年－578年 - 斛斯徵 578年－579年 - 宇文善 579年－580年 - 杨慧 580年－581年 大司马 - 独孤信 548年－557年 - 宇文护 557年 - 贺兰祥 557年－562年 - 尉迟迥 562年－568年 - 宇文宪 568年－572年 - 陆通 572年 - 宇文招 572年－574年 - 侯莫陈芮 577年－578年 - 杨坚 578年－579年 - 窦毅 580年 - 杨勇 580年－581年 | 大司寇 - 趙貴 548年－556年 - 于谨 556年－557年 - 达奚武 557年－559年 - 豆卢宁 559年－564年 - 陆通 565年－572年 - 辛威 572年－573年 - 司马消难 573年－577年 - 独孤永业 577年－578年 - 宇文椿 578年－580年 - 元孝矩 580年－581年 大司空 - 于謹 548年－556年 - 侯莫陳崇 556年－558年 - 宇文邕 558年－560年 - 尉遲綱 561年－562年 - 杨忠 562年－564年 - 宇文直 564年－565年 - 李穆 565年－572年 - 宇文招 572年 - 田弘 573年 - 陆腾 573年－574年 - 韋孝宽 577年－578年 - 王谊 578年 - 宇文贤 578年－579年 - 于智 580年－581年 |